# Kazunari Ninomiya
Kazunari Ninomiya  (二宮 和也 ?, Ninomiya Kazunari), anche conosciuto come Nino (Katsushika, 17 giugno 1983) è un cantautore, attore, doppiatore, idol e conduttore radiofonico giapponese.
Membro della boy-band j-pop Arashi, è noto internazionalmente al grande pubblico per la sua interpretazione nel film Lettere da Iwo Jima del 2006 diretto da Clint Eastwood.
Kazunari ha iniziato la sua carriera nel mondo dello spettacolo quando è stato scritturato nel 1996 dall'agenzia scopritrice di talenti maschili Johnny & Associates. Prima del suo debutto come cantante nel 1999, ha partecipato alla versione teatrale giapponese del film Stand by Me - Ricordo di un'estate; da allora, senza interruzione, ha partecipato a numerose produzioni sia per la televisione che per il cinema, facendosi sempre più conoscere ed apprezzare per le sue doti e qualità d'attore.

## Biografia
Nato a Katsushika, ha una sorella più grande: i genitori lavoravano entrambi come chef in un ristorante quando si sono conosciuti; presto divorziarono e il padre lasciò la famiglia poco dopo.
Quando aveva 12 anni, il cugino inviò a sua insaputa una richiesta di partecipazione ad un provino; passò le audizioni con il sostegno della madre e divenne un tarento dell'agenzia (Johnny's Jr.). Si è diplomato nel marzo 2002 all'età di 18 anni.
Nel 2004 ha scritto e musicato il brano Kako (痕跡?), interpretato nella sua prima performance da solista durante il successivo tour Iza, Now!! tour. Il loro 5º album intitolato One è caratterizzato per le canzoni personali create ed interpretate da ciascun membro del gruppo. Kazunari ha poi fornito testi e musica di molti dei brani inseriti nei loro album successivi.

### Carriera da attore
Dopo aver impersonato uno dei protagonisti nel musical teatrale ispirato a Stand by Me assieme al futuro collega e amico Jun Matsumoto, ha continuato ad apparire in molti dorama di successo.
Nel 2003 nella serie comica Stand Up! interpreta il ruolo di uno degli ultimi 4 studenti (assieme a Shun Oguri, Hiroki Narimiya e Tomohisa Yamashita) di tutta la sua scuola ad essere rimasto vergine; nel 2004 in Minami-kun no koibito (南くんの恋人?) fa la parte del fidanzato di una ragazza la quale misteriosamente si è ridotta alle dimensioni di appena 16 cm d'altezza; in Yasashii jikan (優しい時間?) è invece un giovane che si trova ad aver un difficile rapporto col padre per aver causato accidentalmente la morte della madre.
Nel 2006 recita in Sukoshi wa, ongaeshi ga dekita kana (少しは、恩返しができたかな?), uno special per la TV basato sulla vera storia di un giovane affetto da una gravissima malattia debilitante.
Nel 2007 assieme al compagno di band Shō Sakurai è co-protagonista del dorama Yamada Tarō monogatari: interpreta il personaggio d'uno studente estremamente povero che frequenta una scuola per ricchi; contemporaneamente recita come protagonista nello special Marathon (film 2007) (マラソン?, Marason), basato sulla storia vera della formazione di un giovane affetto da autismo che vuole diventare maratoneta.
Dopo aver partecipato come star ospite al dorama Maou, nel 2008 ottiene uno dei ruoli principali in Ryūsei no kizuna accanto a Ryō Nishikido ed Erika Toda dove veste i panni del fratello più grande e vendicativo dei tre. Questa interpretazione gli ha valso il premio come miglior attore ai 59th Television Drama Academy Awards e una nomination sempre come miglior attore nella categoria drama al 49º festival per la televisione di Montecarlo.
Nel 2009 recita nello Special della TBS Door to Door (film) dove interpreta la versione immaginaria di Bill Porter, un autentico venditore porta a porta che raggiunge le più alte vette di vendita nonostante sia affetto da paralisi cerebrale. Sempre in quell'anno nello Special intitolato Tengoku de Kimi ni Aetara (天国で君に逢えたら-If I Can Meet You in Heaven) impersona uno psichiatra.
Nel 2010, assieme agli membri degli Arashi è co-protagonista in Saigo no Yakusoku (最後の約束?): fa la parte di uno dei dipendenti di una società che viene coinvolto nel sequestro d'un intero edificio da parte d'un gruppo di terroristi. Inoltre è apparso nell'ultimo episodio come star ospite nel dorama Natsu no koi wa nijiiro ni kagayaku (夏の恋は虹色に輝?) interpretato da Jun Matsumoto.

## Filmografia

### Cinema
- Pika*nchi Life Is Hard Dakedo Happy, regia di Yukihiko Tsutsumi (2002)
- Ao no hono-o, regia di Yukio Ninagawa (2003)
- Pika**nchi Life Is Hard Dakara Happy, regia di Yukihiko Tsutsumi (2004)
- Tekkonkinkreet - Soli contro tutti (Tekkon kinkuriito), regia di Michael Arias (2006) (voce)
- Lettere da Iwo Jima (Letters from Iwo Jima), regia di Clint Eastwood (2006)
- Kiiroi Namida, regia di Isshin Inudô (2007)
- Ōoku, regia di Fuminori Kaneko (2010)
- Gantz - L'inizio (Gantz), regia di Shinsuke Sato (2011)
- Gantz Revolution - Conflitto finale (Gantz: Perfect Answer), regia di Shinsuke Sato (2011)
- Purachina dêta, regia di Keishi Otomo (2013)
- Pikanchi Half: Life is Hard Tabun Happy, regia di Hisashi Kimura e Yukihiko Tsutsumi (2014)
- Assassination Classroom (Ansatsu kyôshitsu), regia di Eiichirô Hasumi (2015)
- Haha to kuraseba, regia di Yōji Yamada (2015)
- Assassination Classroom: Graduation (Ansatsu kyôshitsu: sotsugyô hen), regia di Eiichirô Hasumi (2016)
- The Last Recipe: Kirin no shita no kioku, regia di Yōjirō Takita (2017)
- Kensatsu gawa no zainin, regia di Masato Harada (2018)
- Foto di famiglia (Asadake!), regia di Ryōta Nakano (2020)

### Televisione
- Amagi Goe (1998) Film TV
- Nijuroku ya Mairi (1998) Film TV
- Akimahende! (1998) Serie TV
- Nekketsu Renai Michi, nell'episodio 1 (1999)
- Abunai Hokago (1999) Serie TV
- Kowai Nichiyobi, nell'episodio 8 (1999)
- V no Arashi (1999) Serie TV
- Namida o Fuite (2000) Serie TV
- Handoku (2001) Serie TV
- Netsuretsu Teki Chuuka Hanten (2003) Serie TV
- Stand Up!! (2003) Serie TV
- Minami-kun no Koibito (2004) Serie TV
- Yasashii Jikan (2005) Serie TV
- Sukoshi wa, Ongaeshi ga Dekitakana (2006) Film TV
- Haikei, Chichiue-sama (2007) Serie TV
- Yamada Tarō monogatari (2007) Serie TV
- Marason (2007) Film TV
- Maō, nell'episodio 1 (2008)
- Ryūsei no kizuna (2008) Serie TV
- Door to Door (2009) Film TV
- Tengoku de Kimi ni Aetara (2009) Film TV
- Saigo no Yakusoku (2010) Film TV
- Natsu no koi wa nijiiro ni kagayaku, nell'episodio 10 (2010)
- Freeter, ie o kau. (2010) Serie TV
- Freeter, Ie o Kau. SP (2011) Serie TV
- Another Gantz (2011) Film TV
- 2011 FNS Kayôsai (2011) Film TV
- Kuruma Isu de Boku wa Sora wo Tobu (2012) Serie TV
- Yowakutemo Katemasu (2014) Serie TV
- Sensuikan Cappellini-go no boken (2022) Film TV
- Oshi no Ko: The Final Act (2024) Film TV

## Doppiatori italiani
- Renato Novara in Gantz - L'inizio, Gantz Revolution - Conflitto finale
- David Chevalier in Lettere da Iwo Jima

## Riconoscimenti
- 2011: Tokyo Drama Awards – Miglior attore, per Freeter, Ie o Kau.
- 67º Television Drama Academy Awards – Miglior attore, per Freeter, Ie o Kau.
- 2010: 14th Nikkan Sports Drama Grand Prix (autunno) – Miglior attore, per Freeter, Ie o Kau.
- 46º Galaxy Awards – Premio individuale.
- 59º Television Drama Academy Awards – Miglior attore, per Ryusei no Kizuna
- 2008: 12º Nikkan Sports Drama Grand Prix (autunno) – Miglior attore, per Ryusei no Kizuna
- 2007: 11º Nikkan Sports Drama Grand Prix (estate) – Miglior attore, per Yamada Taro Monogatari
- 2007: 10º Nikkan Sports Drama Grand Prix (inverno) – Miglior attore, per Haikei, Chichiue-sama
- 2006: Premio Hashida, per Sukoshi wa, Ongaeshi ga Dekitakana
- 2005: 16º Rendora 110Award – Miglior attore non protagonista, per Yasashii Jikan
- 2004-05: 8º Nikkan Sports Drama Grand Prix – Miglior attore non protagonista (2º classificato), per Yasashii Jikan
- 2004: 8º Nikkan Sports Drama Grand Prix (estate) – Miglior attore non protagonista, per Minami-kun no Koibito
- 2004: 42º TV Drama Academy Award – Miglior attore non protagonista, per Minami-kun no Koibito
- 2003: 10º Rendora 110Award: Miglior attore, per Stand Up!!